# Sveștari, Razgrad
Sveștari (în bulgară Свещари) este un sat în comuna Isperih, regiunea Razgrad,  Bulgaria. 

## Demografie
Componența etnică a satului Sveștari
     Turci (75,34%)
     Bulgari (22,32%)
     Nicio identificare (1,7%)
     Altele (0,62%)
La recensământul din 2011, populația satului Sveștari era de 645 locuitori. Din punct de vedere etnic, majoritatea locuitorilor (75,34%) erau turci, cu o minoritate de bulgari (22,32%). Pentru 1,7% din locuitori nu este cunoscută apartenența etnică.